# Phong Vân, Lục Ngạn
Phong Vân là một xã thuộc huyện Lục Ngạn, tỉnh Bắc Giang, Việt Nam.

## Địa lý
Xã Phong Vân có diện tích 36,80 km², dân số năm 2023 là 6.119 người, mật độ dân số đạt 166 người/km².

## Lịch sử
Ngày 27 tháng 10 năm 1962, Quốc hội ban hành Nghị quyết về việc thành lập tỉnh Hà Bắc trên cơ sở tỉnh Bắc Giang và tỉnh Bắc Ninh. Khi đó, xã Phong Vân thuộc huyện Lục Ngạn, tỉnh Hà Bắc.
Ngày 6 tháng 11 năm 1996, Quốc hội ban hành Nghị quyết về việc chia tỉnh Hà Bắc thành tỉnh Bắc Giang và tỉnh Bắc Ninh. Khi đó, xã Phong Vân thuộc huyện Lục Ngạn, tỉnh Bắc Giang.